# Шастунов, Дмитрий Семёнович
Князь Дмитрий Семёнович Шастунов (ум. 1563) — голова, воевода, окольничий и боярин во времена правления Ивана IV Васильевича Грозного. Происходит из княжеского рода Шастуновы. Старший сын окольничего князя Семёна Васильевича Шастунова по прозванию «Кривой» (ум. 1538). Рюрикович в XXI колене. Историк М. Ю. Эскин упоминает его с прозванием — «Кнут». Имел братьев, сына боярского, князя Константина Семёновича упомянутого в 1550 году третьим головою в Смоленске и Василия Семёновича по прозванию «Мешок или Меньшой», упомянутого в 1550 году есаулом в Казанском походе.

## Биография
В 1547 году князь Дмитрий Семёнович Шастунов служил первым головою в Мещере. В 1550 году участвовал в походе из Москвы во Владимир, сперва первым, а при осаде Казани показан тринадцатым есаулом и сыном боярским. В 1551 года «с Ыльина дни» был отправлен вторым головою в Васильсурск. В октябре этого же года записан тридцать третьим во вторую статью московских детей боярских. В 1552 году первый воевода в Казанском остроге. В этом же году упомянут первым у строения и охранения города Шацк: «... и сделал велик и хорош». В 1553 году «с Николина дни вешнего» послан воеводой в мещерские засеки «для береженья» строителей крепости «в шатцких воротех».
В ноябре 1553 года князь Дмитрий Семёнович Шастунов упоминается шестнадцатым в чине свадьбы бывшего казанского хана Ядыгар-Мухаммеда с М. А. Кутузовой-Клеопиной: «в поезду». В сентябре 1554 года был отправлен из Галича в составе Большого полка воеводой «ис полков в посылки» в карательный поход «в казанские места на луговых людей». В 1555 году первый прибавычный воевода для посылок в Большом полку казанских войск, потом «на первой срок с благовещеньева дни» был послан в Каширу и Коломну с полком правой руки вторым воеводой, а после участвовал в тульском походе вторым воеводой с тем же полком против крымцев, а из Тулы послан на Дон до Рыцких верхов, откуда возвратился вторым воеводой в Михайлов в связи с битвой при Судбищах. Зимой 1555/1556 года водил первым воеводой Сторожевой полк из Новгорода к Выборгу «на свейских немец», где многих шведов побил и пожог два городка. В 1555 году местничал с Захарием Ивановичем Очиным-Плещеевым.
В июне 1556 года князь Дмитрий Семёнович Шастунов упоминается среди голов, «которым быти в посылках от государя» во время царского похода на Серпухов «по крымским вестем». В 1557 году первый воевода, стоял с полком в десяти верстах от Иван-города для его охранения и поручено ему было Государём строить город и гавань при устье реки Нарова, ниже Иван-города.
В июне 1558 года был назначен первым воеводой Передового полка в Калуге в связи с тем, что «присылал к царю и великому князю из Ислама городка князь Дмитрей Вешневецкий со князем Андреем Вяземским с товарищи крымского полоненика, городецкого татарина Кочеулая Сенгильдеева сына Бастановца; а сказывал тот полоненик, что он выбежал ис Перекопи, а царь крымской со всеми людьми готов в Перекопи, а к турскому просить людей послал же; а как турской царь людей на помочь ему пришлет, и тогды де царь крымской хочет быти на великого князя украины; а тово не ведомо, — на которые места». Тогда же с князем Дмитрием Шастуновым местничал воевода полка правой руки князь И. И. Кашин-Оболенский. В этом же году пожалован в окольничии. В 1559 году князь Д. С. Шастунов был отправлен первым воеводой на год на воеводство в Чебоксары. В 1560 году пожалован в бояре. В 1561 году определён вторым к родному брату царя Ивана Грозного — князю Юрию Васильевичу.
В 1563 году князь Дмитрий Семёнович Шастунов скончался, оставив после себя четверых сыновей: Ивана Большого, Ивана Меньшого, Владимира и Фёдора.

## Критика
В Русской родословной книге А. Б. Лобанова-Ростовского показаны только три сына князя Дмитрия Семёновича — Иваны Большой и Меньшой, а также Фёдор Дмитриевичи. Князь Владимир Дмитриевич — отсутствует.